# Sigrid Combüchen
Sigrid Combüchen Åkerman (ur. 16 stycznia 1942 w  Solingen) – szwedzka pisarka i dziennikarka.

## Życiorys
Sigrid Combüchen przeprowadziła się do Szwecji jako sześcioletnia dziewczynka. Dorastała w Malmö, na rok przed maturą przeprowadziła się z rodziną do Halmstad. W 1960 skończyła liceum i wydała swoją debiutancką powieść. Studiowała nauki polityczne, historię i literaturoznawstwo ze specjalizacją filmową na Uniwersytecie w Lund. W latach 60. XX wieku działała jako dziennikarka kulturalna.
W latach 2003–2017 była nauczycielem i tutorem w szkole kreatywnego pisania na Uniwersytecie w Lund. Przez wiele lat pisała dla dzienników „Dagens Nyheter”, „Svenska Dagbladet” i „Expressen”.
W 1963 wyszła za mąż za pisarza Nordala Åkermana z którym ma córkę. Mieszkają razem w Lund.

## Twórczość
W wieku 18 lat wydała swoją debiutancką powieść, Ett rumsrent sällskap, która opowiada o losach niemieckiej rodziny i ich stosunku do nazizmu. Spill – en damroman (wydana po polsku jako Skrawki w tłumaczeniu Dominiki Góreckiej) to częściowo powieść listowna, gdzie główna bohaterka opowiada pisarce o swoim życiu począwszy od lat 30. XX wieku.
Dużą popularność przyniosła pisarce powieść Byron, en roman, oparta na wątkach biograficznych. Combüchen opisuje lorda Byrona oczami pięciu fikcyjnych osób, co obrazuje trudności z napisaniem „prawdziwej” biografii. Powieść zebrała bardzo pozytywne recenzje, również w Anglii, ojczyźnie Byrona, i została przetłumaczona na wiele języków.
Sigrid Combüchen napisała jeszcze kilka innych powieści biograficznych, m.in.: Livsklättraren – o norweskim pisarzu i laureacie literackiego Nobla, Knucie Hamsunie, oraz Den umbärliga – o Idzie Bäckmann, pisarce i reporterce przez wiele lat pozostającej w relacji z poetą Gustafem Frödingiem.
Powieść Sidonie & Natalie opowiada historię dwóch kobiet o zupełnie różnych doświadczeniach życiowych, które spotykają się w czasie ucieczki z pogrążonych wojną Niemiec, i śledzi ich losy w czasie pierwszych lat spędzonych w Szwecji (1944–1945). Według posłowia pisarki do napisania tej książki zainspirowały ją opowieści, które słyszała w dzieciństwie.

## Dzieła
- 1960 – Ett rumsrent sällskap
- 1977 – I norra Europa
- 1980 – Värme
- 1988 – Byron, en roman
- 1992 – Korta och långa kapitel
- 1994 – Att läsa bibeln för andra gången
- 1995 – Om en dag man vaknar
- 1998 – Parsifal
- 2003 – En simtur i sundet
- 2006 – Livsklättraren (książka o Knucie Hamsunie)
- 2010 – Spill – en damroman (wydanie polskie pod tytułem Skrawki w tłumaczeniu Dominiki Góreckiej, 2016)
- 2014 – Den umbärliga (książka o Idzie Bäckmann)
- 2017 – Sidonie & Nathalie

## Nagrody i wyróżnienia[7]
- 1980 – Nagroda literacka dziennika „Aftonbladet”
- 1989 – Litteraturfrämjandets stora romanpris
- 1989 – Esselte-priset
- 1991 – Nagroda Doblouga
- 1992 – Nagroda Literacka dziennika „Svenska Dagbladet”
- 1993 – Tegnérpriset
- 1999 – Wielka Nagroda Dziewięciu
- 1999 – Einar Hansen-Priset
- 2003 – Gleerups skönlitterära pris
- 2004 – Nagroda literacka Towarzystwa Selmy Lagerlöf
- 2006 – Sydsvenska Dagbladets kulturpris
- 2007 – Gerard Bonniers essäpris
- 2007 – doktorat honoris causa Uniwersytetu w Lund
- 2010 – Nagroda Augusta za Spill – en damroman
- 2010 – Einar Hansen-priset
- 2011 – Delblancpriset
- 2011 – Nagroda Signe Ekblad-Eldh
- 2015 – Dalslands sparbanks litteraturpris
- 2017 – Albert Bonniers Stipendiefond för svenska författare